# Dachziegelwerke Nelskamp
Die Dachziegelwerke Nelskamp GmbH sind einer der bundesweit bedeutenden Hersteller und Lieferanten von Dachziegeln, Betondachsteinen und Energiedächern, sowie Dachzubehör und Dachschmuck. Die Firma wurde 1926 von den vier Gebrüdern Nelskamp im nordrhein-westfälischen Schermbeck-Overbeck gegründet. Produziert wird an sechs Standorten.

## Geschichte

### Gründung
Die Werksgründer Heinrich (1905–1964), Karl (1906–1981), Johann (1907–1944) und Hubert Nelskamp (1911–1986) entstammen einer alten Zieglerfamilie, die von Finkenberg, einem Höhenzug bei Dingden, nach Erle (Raesfeld) übersiedelte. Ihr Großvater, Johann Heinrich Nelskamp (1842–1892), man nannte ihn auch noch „Finkenberg“, arbeitete sich in dem Schermbecker Ziegelwerk J.B. Prinz und Sohn zu Schermbeck b. Wesel, ab 1902 Schermbecker Thon & Falzziegelwerke AG, zum Ziegelmeister hoch, was in etwa der heutigen Position eines Prokuristen gleichkommt.
Sein Sohn, Johann Nelskamp (1875–1924), der Vater der Firmengründer, ebenfalls Ziegelmeister im selben Werk, hielt seine Kinder bereits früh zur Selbständigkeit an. „Wenn ihr erst een Preßken häbt, dann geit et u better.“
Heinrich Nelskamp, der älteste der vier Brüder, besuchte die Zieglerschule in Zwickau. Diese Fachschule zur Ausbildung von Brennmeistern und Technikern für den Ziegeleibetrieb galt in der Vorkriegszeit als die bekannteste. Nach eigenen Bodenerkundungen kauften die Gebrüder Nelskamp schließlich in Overbeck von Brüggemann ein Grundstück mit ergiebigen Tonvorkommen. 1926 erfolgte die Eintragung der Firma Falzziegelwerke Nelskamp GmbH ins Handelsregister und 1927 wurde die behördliche Genehmigung zur Errichtung eines Dachfalzziegelwerkes in der Gemeinde Schermbeck erteilt. Die Produktion begann unter schwierigsten Umständen: Der Ton wurde mit dem Spaten abgebaut, die Loren zunächst per Hand in den Betrieb geschoben und der An- und Abtransport von Kohlen bzw. fertiger Ziegel vom und zum Bahnhof Schermbeck erfolgte auf teilweise unbefestigten Wegen. Die Steine zur Errichtung des Betriebsgebäudes und der ersten „Kasseler Öfen“ wurden noch im Meiler gebrannt.
Die erste Revolverpresse verkaufte ein holländischer Maschinenhersteller mit den Worten: „Bezahlt die Presse, wenn ihr das Geld damit verdient habt.“ Bereits 1933 wurde die Genehmigung zur Errichtung eines modernen Teilringofens zum Brennen von Falzziegeln erteilt. Mit Traktor und Hänger gingen Lieferungen bis nach Ostfriesland.

### Expansion
Die Produktionskapazität in Overbeck reichte bereits in den 1930er Jahren nicht mehr aus und die Expansionsphase begann. In Hünxe-Gartrop wurden vom Baron Nagell umfangreiche Tonabbaurechte gekauft. Der erste Werksneubau an dem für den Schiffstransport günstig gelegenen Lippe-Seitenkanal in Hünxe-Gartrop ging kriegsbedingt nicht in Betrieb. Er wurde gesprengt und als Füllmaterial für die Kanalquerung verwendet. Ab 1948 bis zur Stilllegung 1970 im Zuge der Übernahme der Thon & Falzziegelwerke AG wurden am Standort Hünxe-Gartrop Doppelfalz-Dachziegel produziert.
1953 stieg man mit dem Kauf einer Ziegelei in Breitscheid (Ratingen) und Umbau aufgrund des nachkriegsbedingten hohen Bedarfs in die Produktion von Lochziegeln ein. Die Produktion endete an diesem Standort 2002.
1953 begann die Firma Monier Braas GmbH mit der Produktion des Betondachsteins „Frankfurter Pfanne“, ein Produkt, das nicht mehr aus Ton, sondern Sand, Zement, Wasser und Farbpigmenten hergestellt wurde, um dem außerordentlich hohen Bedarf an Dachbedeckungen zu begegnen. Die Gebrüder Nelskamp kauften im selben Jahr ebenfalls eine Strangpressanlage zur kontinuierlichen Herstellung von Betondachsteinen. Die Anlage wurde in Hünxe-Gartrop errichtet und der Betondachstein in Anlehnung an die ursprüngliche Herkunft der Familie vom Finkenberg in Dingden „Finkenberger Pfanne“ genannt. Von 1958 bis zum Brand der Betriebsstätte 1988 produzierte man am Standort Schermbeck-Gartrop zusätzlich noch Lochziegel.
Der Bedarf des norddeutschen und holländischen Vertriebsgebietes an Betondachsteinen wurde von 1966 bis 2001 aus der neu errichteten Produktionsstätte Leer/Ostfriesland gedeckt.
1970 wurde die Produktionskapazität an Dachziegeln mit dem Kauf der Schermbecker Thon & Falzziegel AG verfünffacht, die Ziegelproduktion an den technisch mittlerweile veralteten Standorten Overbeck und Hünxe-Gartrop dafür eingestellt und der Firmensitz an die neue Produktionsstätte verlegt.
Die Belieferung des süddeutschen Raumes mit Finkenberger Pfannen erfolgte seit 1975 in erster Linie vom Standort Dieburg aus. In Obergartzem wurden von 1984 bis 1990 Dachziegel mit der „hängenden Brenntechnik“ produziert. Dieses Produktionsverfahren setzte sich jedoch nicht durch.
Die Produktionsstätte Unsleben mit einer Jahreskapazität von circa 20 Millionen Dachziegeln kam 1985 hinzu. Vornehmlich für die nach der Wiedervereinigung neu hinzugekommenen östlich gelegenen Absatzmärkte wurden 1991 in Wandlitz eine Produktionsstätte für die Finkenberger Pfanne und in Groß Ammensleben eine für Dachziegel errichtet.
Im April 2021 wurde bekannt, dass das Unternehmen plant den Produktionsstandort in Schermbeck zu schließen. Im Zuge einer umfangreichen wirtschaftlichen Restrukturierung 2021/2022 wurde das Stammwerk in Schermbeck schließlich an die Schermbecker Building Products GmbH verkauft. Der Verwaltungssitz sowohl der Dachziegelwerke Nelskamp GmbH als auch der Schermbecker Building Products GmbH ist Schermbeck.

### Geschäftsführung
Die Firma ist nach wie vor im Familienbesitz. Mit dem Todestag des jeweiligen Vaters traten deren Söhne Karl-Heinrich Nelskamp (geb. 1945) sowie Heiner Nelskamp (geb. 1952) in die Geschäftsführung ein. Ersterem folgte von 2014 bis 2023 wiederum sein Sohn Ulrich Nelskamp (geb. 1974). Weiterer Geschäftsführer aus der Familie war von 1990 bis 2000 Heinrich Wenger und ist seit dem 1. Januar 2009 Andreas Liesenklas (geb. 1965).

## Standorte
- Werk Schermbeck, Dachziegel – Firmenzentrale
- Werk Hünxe-Gartrop, Dachsteine
- Werk Dieburg, Dachsteine
- Werk Unsleben, Dachziegel
- Werk Groß Ammensleben, Dachziegel
- Werk Wandlitz, Dachsteine

## Produkte

### Dachsteine
Die Dachsteine bestehen aus Sand, Zement, Wasser und Farbpigmenten. Eine porenarme, glatte Oberfläche verhindert das Anhaften gröberer Schmutzpartikel und bewahrt ein sauberes Dachbild. Luftschadstoffe können nach dem Prinzip der Photokatalyse abgebaut werden: In die Mikrobetonoberfläche eingearbeitete Nanopartikel aus Titandioxid katalysieren die Umwandlung von Stickoxiden zu Nitrat mittels UV-Licht.

### Dachziegel
Dachziegelpresslinge aus Ton werden bei ca. 1000 °C gebrannt und erhalten so ihre Härte und Struktur.

### Energiedächer
Bei der Photovoltaikanlage MS 5 PV und den Solarziegeln sind die Solarmodule in das Dach integriert.

Das SolarPowerpack beinhaltet optisch dem Dachstein angepasste Aluminium-Vollflächen-Solarkollektoren, in Verbindung mit einer Wärmepumpe zur Heizwärme- und Warmwassererzeugung.

2Power Photovoltaik und MS 5 2Power (Solarthermie) ist ein Doppelsystem zur gleichzeitigen Erzeugung von Strom und Heizwärme; unter der oberen Photovoltaikschicht liegt eine Flüssigkeit-durchströmte Solarthermieschicht zur Aufnahme solarer Wärmeenergie.

### Dachstick
Es handelt sich um ein am Dachziegel vormontiertes Befestigungssystem zur Sturmsicherung.

## Auszeichnungen
- Kombisolarmodul 2Power: Produkt des Jahres 2014 des Dachbaumagazins[13]
- MKB-Trofee 2015: Fachmagazin Bouwbelang zeichnet den Dachstick als innovativstes Produkt aus.[14]